# Sindromul Schmidt
Sindromul Schmidt este un eponim care desemnează un sindrom bulbar cauzat de o patologie endocraniană cu afectarea unilaterală a nervilor cranieni X și XI.
Insuficiența vasculară cerebrală sau tumorile determină lezarea nucleului ambiguu a nervului vag (perechea a X-a de nervi cranieri) și a ramurii externe a nucleului inferior a nervului spinal (perechea a XI-a).

## Manifestări clinice
Sindromul Schmidt combină simptomatologia sindromului Avellis cu paralizia ramurii externe a nervului accesor.
Sindromul este caracterizat prin:
- hemiplagie laringiană cu disfonie,
- anestezie și ușoară hemipareză faringiană,
- hemiplagie velopalatină cu rinolalie și refluarea lichidelor pe nas,
- tulburări ale ritmului cardiac,
- tuse spastică la apăsarea pe tragus,
- paralizia mușchilor trapez și a sternocleidomastoidian, cu imposibilitatea ridicării umărului și a rotării capului în partea opusă.

Aceasta asociere de semne și simptome neurologice a fost descrisă pentru prima dată de medicul german Adolf Schmidt.